# Regnul Monera
Regnul Monera (Procariota) include organismele procariote: bacteriile și cianobacteriile (alge albastre-verzi). Caracteristic pentru aceste organisme este organizarea simplă și primitivă a corpului. Celulele procariotelor sunt lipsite de nucleu bine-definit. Datorită dimensiunilor foarte mici ele nu pot fi văzute cu ochiul liber, motiv pentru care sunt incluse în grupa microorganismelor.
Regnul Monera cuprinde 2 grupe principale de organisme: alge albastre-verzi(cianobacterii) și bacteriile (archebacteriile și eubacteriile). Aceste organisme au fost grupate împreună, deoarece ele sunt organisme procariote. Ele nu au nucleu individualizat, însă în centrul celulei poate fi întâlnit un cromozom lung și circular, compus dintr-o fâșie lungă de ADN, însă fără proteine. Nu au mitocondrii, respirația fiind efectuată de suprafața internă a membranei celulare. Peretele celular este alcătuit dintr-un amestec de substanțe: mureină, acizi teicoici și substanțe pectrice. Unele au flagel. Monerele se împart în 2 încrengături: Cyanophyta și Schizomycophyta. La majoritatea monerelor înmulțirea se face asexuat prin diviziune directă; majoritatea sunt heterotrofe.
Regnul Monera este cel mai unitar dintre regnurile lumii vii, deoarece cuprinde un singur tip de organisme, bacteriile, similare din punct de vedere morfo-anatomic, dar extrem de diversificate eco-fiziologic.
CLASIFICARE:
-ARHEBACTERIILE:
-se dezvolta in conditii speciale de mediu,au temperaturi foarte scazute,traiesc în medii sulfuroase ,sunt bacterii METANOGENE.Sintetizeaza substanțele organice prin CHEMOSINTEZA(nu au plastide).Chemosinteza este o modalitate de sinteza a substantelor organice cu ajutorul energiei rezultate din descompunerea unor substanțe anorganice.
-EUBACTERIILE:
-au membarana cu perete celular 
-unele au capsula polizaharidica ,au citoplasma,nucleoid,ribozomi si flageli.
Monera este groups bacteriilor. Bacteriile sunt organisme microscopice răspândite peste ți. Mai exact prin:aer,apa,sol și corpul vietuitoarelor.
Forma:
```
     sferica-coci 
```

```
     virgula-vibrioni
     bastonas-bacili
     spirala-spirili
```

Ele sunt alcătuite din:nucleu reprezentat de o masa nucleara difuza,membrana,peretele celular,citoplasma.Aceste organisme au un mod de hrănire heterotrof(saprofit), hranindu-se cu materie organica. Dintre bacteriile saprofite amintim bacteriile descompunatoare si cele parazite, care determina boli numite bacterioze
```
           -parazita=se hrănește cu organisme vii
```

Înmulțire:diviziune directa
Importanta bacteriilor:
```
    -bacteriile care produc boli:
          -bacilul Koch -tuberculoza
          -vibrionul holerei -holera 
```

Bacterii NEPATOGENE:
-folositoare organismului.
-bacteriile de putrefacție descompun organismele moarte.
-bacteriile simbionte sunt bacteriile fixat-are de azot si bacteriile din microflora intestinala.
-bacteriile fermentative- organisme anaerobe care asigura existenta proceselor industriale de prelucrare a vinului, acidului acetic, precum si fenomene casnice cum ar fi fermentatia lactica, butirica etc.

## Importanța cunoașterii bacteriilor
Cunoașterea bacteriilor este extrem de importantă atât din punct de vedere teoretic, dar mai ales din punct de vedere socio-economic. Din studiul bacteriilor pot rezulta date importante care pot explica originea si evoluția vieții pe Pământ. Sănătatea oamenilor și a celorlalte ființe depinde în mare măsura de gradul de cunoaștere a ecofiziologiei bacteriilor. Acestea pot fi modelate si transformate, și astfel determinate să "lucreze" în folosul omului. Biotehnologiile moderne se bazează pe utilizarea acestor microorganisme. Stiinta care se ocupa cu studiul bacteriilor se numeste Bacteriologie, ramura a Microbiologiei.

## Structură și caracteristici
Bacteriile sunt cele mai vechi organisme vii de pe Pământ; aproximativ două miliarde de ani au fost singurele forme de viața de pe Terra. Bacteriile sunt totodată cele mai primitive sisteme biologice; sunt procariote.
Morfologia bacteriilor este destul de simplă. Denumirea de "bacterie" vine de la cuvântul grecesc "bacterion" care înseamna "bastonaș". Forma de bastonaș este caracteristică grupului de bacterii numite bacili. Există însă și alte forme pe care le prezintă celulele bacteriene, cum ar fi cea sferică la coci, cea spiralată la spirili si spirocheți etc.
Bacteriile sunt organisme unicelulare, solitare; frecvent acestea se asociază în colonii de formă filamentoasă, de șirag de mărgele sau de ciorchine.